# プロビデンシア島
プロビデンシア島（Isla de Providencia）はカリブ海に浮かぶコロンビア領の火山性の山がちな島で、ニカラグアから240kmに位置し、サン・アンドレス島のすぐ北にある島である。

## 概要
サン・アンドレス島と共にコロンビアの県の、サン・アンドレス・イ・プロビデンシア県を結成している。
1629年にイギリスの清教徒（ピューリタン）によりサン・アンドレス島と共に発見され、1631年から1635年までに540人余りの清教徒の白人が島で暮らしていた。1641年にスペインにより占領され、海賊も島に来るようになり、有名なヘンリー・モーガンも島に居た。
ニカラグアがサン・アンドレス島と共に島の統治権を主張していたが、1991年にコロンビアに統治権を認めた。
島の人口は約4,500人で、中心地はプロビデンシア。ココナッツやオレンジなどの柑橘類、漁業などが島の産業である。観光産業はまだ遅れているが重要産業の一つで、美しいビーチがある。
イギリス領時代の名残りで、イギリス風の建造物が残っている。島民は奴隷の子孫の黒人系が多く、英語を幅広く話す。
島は2000年に「海の花生物圏保護区」の一部としてユネスコの生物圏保護区に指定された。